# Hardi Filho
Francisco Hardi Filho (Fortaleza, 5 de julho de 1934 – Teresina, 26 de março de 2015) foi um poeta, jornalista e ensaísta brasileiro, pertencente ao grupo CLIP da literatura dos anos 60 no estado do Piauí, região Nordeste do Brasil.
Intelectual do Ano em 1989, quando foi eleito para a Academia Piauiense de Letras. Colaborou em verso e prosa nos jornais, revistas e livros do Piauí e de outros estados, desde a década de 60, época em que participou do grupo de autores que criou o CLIP (Círculo Literário Piauiense), movimento cultural com a finalidade de acompanhar e discutir os acontecimentos literários e políticos nacionais e locais.

## Morte
Morreu no dia 26 março de 2015 por complicações decorrentes de uma pneumonia.

## Obras
- Cinzas e Orvalhos (1964)

- Gruta Iluminada (1971)

- Poesia e Dor (1974 – Ensaio sobre Celso Pinheiro, poeta piauiense)

- Poesias de Desencanto e de Amor (1983)

- Teoria do Simples (1986)

- Cantovia (1986)

- Poesia e Dor no Simbolismo de Celso Pinheiro (1987)

- Suicídio do Tempo (1991)

- Oliveira Neto (Ensaios – 1994)

- Estação 14 (1997)

- Veneno das Horas (2000)

- O Dedo do Homem (Diário – 2000)